# Julian Coolidge
Julian Lowell Coolidge (* 28. September 1873 in Brookline bei Boston, Massachusetts; † 5. März 1954 in Cambridge, Massachusetts) war ein US-amerikanischer Mathematiker.

## Akademische Laufbahn
Coolidge studierte an der Harvard University, wo er 1895 mit summa cum laude seinen Bachelor-Abschluss machte. Danach studierte er am Balliol College in Oxford, wo er 1897 einen Abschluss (den ersten Bachelor of Science in Naturwissenschaften, den Oxford vergab) machte. Danach arbeitete er als Schullehrer in Connecticut, wo er unter anderem Franklin D. Roosevelt unterrichtete, mit dem er auch später befreundet blieb. 1899 wurde er Instructor in Harvard und 1902 Assistant Professor. Bei einem Europa-Aufenthalt studierte er bei Corrado Segre in Turin und bei Eduard Study in Bonn, wo er 1904 promoviert wurde (Die dual-projektive Geometrie im elliptischen und sphärischen Raum). Danach war er wieder in Harvard, wo er 1908 Associate Professor wurde und (nach Wehrdienst als Major in der US-Armee im Ersten Weltkrieg – er war Verbindungsoffizier zum französischen Generalstab in Paris) 1918 Professor wurde. 1927 war er Gastprofessor an der Sorbonne (wo er schon im Ersten Weltkrieg Kurse für Mitglieder der US-Armee gab). 1927 bis 1940 war er Vorsitzender der mathematischen Fakultät in Harvard und 1940 ging er in den Ruhestand.

## Lehrwerke
Coolidge schrieb mehrere Geometrie-Lehrbücher und auch ein Lehrbuch der Wahrscheinlichkeitsrechnung. Nach seiner Emeritierung veröffentlichte er auch Bücher über Mathematikgeschichte, wobei seine History of Geometric Methods (in dem auch algebraische Geometrie und Differentialgeometrie behandelt werden) auch mit Beweisen versehen ist wie ein gewöhnliches Geometrie-Lehrbuch.

## Mitgliedschaften
1924 war er Vizepräsident der Mathematical Association of America und 1918 der American Mathematical Society. 1919 wurde er Mitglied der französischen Ehrenlegion. 1913 wurde er in die American Academy of Arts and Sciences gewählt.

## Privates
Über Martha Jefferson Randolphs Tochter Ellen Wayles Randolph (1796–1876), die Joseph Coolidge (1798–1879) geheiratet hatte, war er ein Nachfahre von Thomas Jefferson. Verwandt war er zudem mit einem weiteren US-Präsidenten – Calvin Coolidge – sowie mit Phillip Sidney Coolidge und T. Jefferson Coolidge. Julian war seit 1902 mit Therese Coolidge verheiratet und hatte zwei Söhne sowie fünf Töchter. Die älteste, Jane Revere Coolidge (1902–1996), heiratete Walter Muir Whitehill, den späteren Direktor des Boston Athenæum und Harvard-Professor.

## Schriften
- The Elements of Non-Euclidean Geometry, Oxford University Press 1909.
- A Treatise on the Circle and the Sphere, Oxford University Press 1916.
- The Geometry of the Complex Domain, 1924.
- A Treatise on Algebraic Plane Curves, Oxford University Press, 1931, Dover 2004.
- An Introduction to Mathematical Probability, 1925.
- A History of Geometrical Methods, Oxford University Press 1940, Dover 2003.
- A History of the Conic Sections and Quadric Surfaces, 1945.
- The Mathematics of Great Amateurs, 1949.